# Герман, Дойна Васильевна
Дойна Васильевна Герман (рум. Doina Gherman; род. 29 ноября 1982, Кишинёв, Молдавская ССР, СССР) — молдавский политический, общественный и государственный деятель. Депутат Парламента Республики Молдова X—XI созывов с 9 марта 2019 года. Вице-председатель парламента Республики Молдова с 1 февраля 2024 года.

## Биография

### Ранние годы
Родился 29 ноября 1982 года в Кишинёве.
Герман в совершенстве владеет четырьмя языками: румынским, английским, французским и русским. Окончила обучение в Бельцком государственном университете и получила степень бакалавра по иностранным языкам. В дальнейшем получила степень магистра в области менеджмента, которая была присуждена Академией государственного управления Молдовы. 

### Профессиональная деятельность
Герман является лидером женской организации Партии «Действие и солидарность» (PAS). 10 сентября 2017 года на съезде членов организации была избрана членом Постоянного национального бюро политформирования.
С 2010 по 2015 годы занимала должность старшего инспектора в Таможенной службе, затем вышла в отпуск по уходу за ребёнком.
С 2018 года преподавала в Институте педагогических наук, одновременно работая в Ассоциации Fortius.

### Политическая деятельность
С 2019 по 2021 годы — депутат парламента X созыва, была назначена председателем Комиссии по правам человека и межэтническим отношениям, а также членом парламентской делегации в Парламентской ассамблее Совета Европы.
В 2021 году на досрочных парламентских выборах была избрана депутатом Парламента Республики Молдова XI созыва, председатель парламентской комиссии по внешней политике.
1 февраля 2024 года была избрана вице-председателем парламента Республики Молдова.

## Награды
Удостоена Международной премии "Женщины за мужество" в 2022 году.